# 清平山堂話本
《清平山堂話本》是明代小說家洪楩集刊，約成書於明嘉靖二十年至三十年間。是現存刊印最早的小說話本集。
《清平山堂話本》包含了宋、元、明三代的作品。洪楩只作了匯整、刊印，並未在文字上加工，真實保留了宋、元、明三代話本的原始面貌。內容有：《雨窗集》、《長燈集》、《隨航集》、《欹枕集》、《解閑集》、《醒夢集》，共六集。每集十篇共六十篇。今存二十九篇，藏於日本內閣文庫。

## 作者生平
洪楩，明朝人，字子美，錢塘(今浙江杭州)人，生卒年不詳，明嘉靖年間之出版家和藏書家，著作有：《清平山堂話本》、《夷堅志》、《唐書紀事》、《繪事指蒙》等書。

## 內容概述
本書最具經典的是《簡帖和尚公案傳奇》、《快嘴李翠蓮記》：
- 《簡帖和尚公案傳奇》寫法獨特，入話後先將故事情節介紹一番，然後通過多次重複描寫一個人物的肖像；把整個故事緊密串連起來，一位「濃眉毛，大眼睛，蹷鼻子，略綽口」的官人反覆出現，構成一篇小說。《簡帖和尚公案傳奇》的語言也頗具特色，兒化的詞語很多，如：僧兒、簡帖兒、帳兒…。」動詞的用法也與眾不同，如：「進去」寫作「入去」、「吊將尼子起來」、「去妮子腿上便摔」……。帶有地方特色和古漢語的用法。[4]
- 《快嘴李翠蓮記》，全篇以韻文為主，韻文頗似順口溜：「爺開懷，娘放意。哥寬心，嫂莫慮。女兒不是誇伶俐，從小生得有志氣。紡得紗，續得苧，能裁能補能繡刺﹔做得粗，整得細，三茶六飯一時備﹔推得磨，搗得碓，受得辛苦吃得累。燒賣匾食有何難，三湯兩割我也會。到晚來，能仔細，大門關了小門閉﹔刷淨鍋兒掩廚櫃，前後收拾自用意。鋪了牀，伸開被，點上燈，請婆睡，叫聲『安置』進房內。如此伏侍二公婆，他家有甚不歡喜？爹娘且請放心寬，捨此之外值個屁！」這些用語直白、純樸、生動、活潑，富有生活氣息，有俚俗的一面。讀起來順口，追求押韻，又不嚴格遵守詩的格律[5]。同樣是以韻文為主的《張子房慕道記》，卻與《快嘴李翠蓮記》的語言風格不同。《張子房慕道記》基本上採用七言詩的形式，四句一聯或八句一聯，雖然通俗易懂，卻更顯得文氣一些：「一怕火院鎖牢纏﹔二怕家眷受熬煎﹔三怕病患纏身體﹔四怕有病服藥難﹔五怕氣斷身亡死﹔六怕有難哭皇天﹔七怕彩木花棺槨﹔八怕牢中展卻難﹔九怕身葬荒郊外﹔十怕蕭何律上亡！」這裡更注意對仗、格律，生活作息也比不上《快嘴李翠蓮記》。

## 話本起源
「話本小說」是古代中國小說體裁名。屬於中國古典小說的一種，產生在宋朝，發展在元朝、明朝。為民間說書人所依據的故事底本，用語體寫成，多以歷史故事和當時社會生活為題材。如《三國志平話》、《清平山堂話本》等皆是。話本大致可分「長篇講史」和「白話短篇」兩大類。

## 形式
話本小說作為小說的一種，且有獨特的結構模式。
分入話、正話、結話三部分：
入話：開場前先吟誦詩、詞或講述一個小故事。從詩、詞出發，作者再發一番議論或先講一個與正話內容類似的小故事，進而引出正話。
正話：故事本體，經常出現「話說」、「且說」、「看官」、「諸公」、「今日為甚說這段話，卻因」等字樣。主要為引起聽眾注意，一方面起著分層分段的作用，也可借此表現說話人的情緒和語調。一般以散文、韻文交插敘述。
結話：除故事的結局以外，還要加上一個結尾，有的以詩詞、偶句、題目結尾；有的由作者直接總結全篇主旨、或說教，或勸戒、或評論。

## 目錄
1. 柳耆卿詩酒玩江樓記
2. 簡帖和尚公案傳奇 (經典話本)
3. 西湖三塔記
4. 合同文字記
5. 風月瑞仙亭
6. 藍橋記 (經典話本)
7. 快嘴李翠蓮記
8. 洛陽三怪記
9. 風月相思
10. 張子房慕道記
11. 陰騭積善
12. 陳巡檢梅嶺失妻記
13. 五戒禪師私紅蓮記
14. 刎頸鴛鴦會
15. 楊溫攔路虎傳
16. 花燈轎蓮女成佛記
17. 曹伯明錯勘贓記
18. 錯認屍
19. 董永遇仙傳
20. 戒指兒記
21. 羊角哀死戰荊軻
22. 死生交范張雞黍
23. 老馮唐直諫漢文帝
24. 漢李廣世號飛將軍
25. 夔關姚卞弔諸葛
26. 霅川蕭琛貶覇王
27. 李元呉江救朱蛇
28. 翡翠軒
29. 梅杏爭春